# Vương Hòa Đức
Vương Hòa Đức (9 tháng 5 năm 1923 – 23 tháng 2 năm 1997) là nhà ngoại giao Việt Nam Cộng hòa và là Tổng Lãnh sự Việt Nam Cộng hòa cuối cùng tại Hồng Kông.

## Tiểu sử

### Thân thế và học vấn
Vương Hòa Đức sinh ngày 9 tháng 5 năm 1923 tại tỉnh Cần Thơ, Nam Kỳ, Liên bang Đông Dương.
Ông tốt nghiệp ngành Kinh tế Tài chính tại Học viện Quốc gia Hành chánh, rồi sang Mỹ du học tại Đại học Tiểu bang Michigan.

### Sự nghiệp ngoại giao
Năm 1949, ông bắt đầu vào làm tại Bộ Thanh niên Quốc gia Việt Nam, rồi chuyển sang công tác tại Bộ Tài chánh vào năm 1952. Năm 1958, ông gia nhập Bộ Ngoại giao và được bổ nhiệm làm Bí thư thứ ba tại Đại sứ quán ở Nhật Bản cho đến năm 1963. Sau đó, ông lần lượt đảm nhiệm chức Bí thư thứ nhất và Bí thư thứ hai.
Từ năm 1964 đến năm 1966, ông là Quyền Tổng Lãnh sự tại Yangon. Sau khi về nước, ông giữ chức Vụ trưởng Vụ châu Mỹ và Liên Hợp Quốc tại Bộ Ngoại giao từ năm 1966 đến năm 1968, đồng thời làm Giám đốc Trung tâm Đào tạo Nhân viên Ngoại giao từ năm 1967 đến năm 1969, và từ năm 1968 đến năm 1969 là Giám đốc Phòng Nhân sự và Kế toán Bộ Ngoại giao. và sau đó trở thành cố vấn ngoại giao. Tháng 5 năm 1969, Bộ Ngoại giao công bố ông được bổ nhiệm làm Tổng Lãnh sự Việt Nam Cộng hòa thứ 3 tại Hồng Kông, và đến Hồng Kông nhận nhiệm vụ mới vào ngày 11 tháng 8 cùng năm.

### Sau năm 1975
Sau ngày 30 tháng 4 năm 1975, Tổng Lãnh sự quán Việt Nam Cộng hòa tại Hồng Kông bị đóng cửa vào ngày 6 tháng 5 cùng năm. Ông bèn xin tị nạn chính trị tại Mỹ nhưng bị từ chối, nên đành sang định cư tại Canada. Ông qua đời vào ngày 23 tháng 2 năm 1997 tại Victoria, British Columbia, và thi hài được an táng tại Nghĩa trang Ross Bay.

## Đời tư
Vương Hòa Đức là người Công giáo, đã kết hôn và có bốn người con Ông là thành viên Câu lạc bộ Sư tử Hồng Kông, Câu lạc bộ Golf Hoàng gia Hồng Kông và Câu lạc bộ Đồng quê Hồng Kông.

## Vinh danh
- Chương Mỹ Bội Tinh Đệ Nhị Hạng[3]
- Hành Chánh Bội Tinh Đệ Nhị Hạng[3]
- Tâm Lý Chiến Bội Tinh Đệ Nhất Hạng[3]